# 右奥沙屈
右奥沙屈（英語： 或 Dioxadrol）是一种有机化合物，化学式为C20H23NO2，属于解离剂类麻醉藥，具有NMDA受体拮抗剂效果，对动物的影响接近苯环己哌啶。